# Mistrzostwa Europy U-21 w Piłce Nożnej 1980
Mistrzostwa Europy U-21 w piłce nożnej 1980 – drugie oficjalne rozgrywki młodzieżowych mistrzostw Europy pod patronatem UEFA, które odbyły się w 1980. W turnieju mogli brać udział piłkarze, których wiek nie przekraczał 21 lat. 25 reprezentacji narodowych zostało podzielonych na osiem grup. W każdej grupie zespoły grały systemem "każdy z każdym mecz i rewanż". Do ćwierćfinałów awansowali zwycięzcy poszczególnych grup. Również mecze ćwierćfinałowe, półfinałowe i finałowe były rozgrywane systemem play-off w dwumeczach. Nie rozgrywano meczu o 3. miejsce.

## Eliminacje
Drużyny zostały podzielone na 7 grup po trzy i 1 grupę po 4 zespoły.
Legenda do tabelek
- Pkt – liczba punktów
- M – liczba meczów
- W – wygrane
- R – remisy
- P – porażki
- Br+ – bramki zdobyte
- Br- – bramki stracone
- +/- – różnica bramek

### Grupa 1
| # | Reprezentacja | M | W | R | P | Br+ | Br- | Pkt. |
| - | ------------- | - | - | - | - | --- | --- | ---- |
| 1 | Anglia U-21   | 4 | 4 | 0 | 0 | 11  | 2   | 8    |
| 2 | Dania U-21    | 4 | 1 | 0 | 3 | 3   | 4   | 2    |
| 3 | Bułgaria U-21 | 4 | 1 | 0 | 3 | 2   | 10  | 2    |

| Wyniki meczów        | Wyniki meczów | Wyniki meczów | Wyniki meczów | Wyniki meczów                        | Wyniki meczów |
| Data                 | Gospodarze    | Wynik         | Goście        | Stadion                              |               |
| -------------------- | ------------- | ------------- | ------------- | ------------------------------------ | ------------- |
| 10 września 1978     | Dania U-21    | 1–2           | Anglia U-21   | Hvidovre Stadion, Hvidovre           |               |
| 10 października 1978 | Dania U-21    | 2–0           | Bułgaria U-21 | Slagelse Stadion, Slagelse           |               |
| 5 czerwca 1979       | Bułgaria U-21 | 1–3           | Anglia U-21   | Stadion Minjor, Pernik               |               |
| 11 września 1979     | Anglia U-21   | 1–0           | Dania U-21    | Vicarage Road, Watford               |               |
| 30 października 1979 | Bułgaria U-21 | 1–0           | Dania U-21    | Stadion Christa Botewa, Błagojewgrad |               |
| 20 listopada 1979    | Anglia U-21   | 5–0           | Bułgaria U-21 | Walkers Stadium, Leicester           |               |

### Grupa 2
| # | Reprezentacja   | M | W | R | P | Br+ | Br- | Pkt. |
| - | --------------- | - | - | - | - | --- | --- | ---- |
| 1 | Szkocja U-21    | 5 | 3 | 2 | 0 | 13  | 5   | 8    |
| 2 | Belgia U-21     | 6 | 2 | 3 | 1 | 8   | 4   | 7    |
| 3 | Norwegia U-21   | 6 | 1 | 3 | 2 | 5   | 12  | 5    |
| 4 | Portugalia U-21 | 5 | 0 | 2 | 3 | 2   | 7   | 2    |

| Wyniki meczów        | Wyniki meczów   | Wyniki meczów | Wyniki meczów   | Wyniki meczów                 | Wyniki meczów |
| Data                 | Gospodarze      | Wynik         | Goście          | Stadion                       |               |
| -------------------- | --------------- | ------------- | --------------- | ----------------------------- | ------------- |
| 19 września 1978     | Belgia U-21     | 4–0           | Norwegia U-21   | Achter de Kazerne, Mechelen   |               |
| 10 października 1978 | Portugalia U-21 | 0–0           | Belgia U-21     | Estádio do Bonfim, Setúbal    |               |
| 24 października 1978 | Szkocja U-21    | 5–1           | Norwegia U-21   | Easter Road Stadium, Edynburg |               |
| 28 listopada 1978    | Portugalia U-21 | 0–3           | Szkocja U-21    | Estádio do Restelo, Lizbona   |               |
| 9 maja 1979          | Norwegia U-21   | 0–0           | Portugalia U-21 | Odd Stadion, Skien            |               |
| 7 czerwca 1979       | Norwegia U-21   | 2–2           | Szkocja U-21    | Haugesund Stadion, Haugesund  |               |
| 11 września 1979     | Norwegia U-21   | 0–0           | Belgia U-21     | Melløs Stadion, Moss          |               |
| 16 października 1979 | Belgia U-21     | 2–1           | Portugalia U-21 | Stade du Tivoli, La Louvière  |               |
| 31 października 1979 | Portugalia U-21 | 1–2           | Norwegia U-21   | Estádio Cidade, Coimbra       |               |
| 20 listopada 1979    | Belgia U-21     | 0–1           | Szkocja U-21    | Freethiel Stadion, Beveren    |               |
| 18 grudnia 1979      | Szkocja U-21    | 2–2           | Belgia U-21     | Easter Road Stadium, Edynburg |               |
| 5 lutego 1980        | Szkocja U-21    | odwołany      | Portugalia U-21 |                               |               |

### Grupa 3
| # | Reprezentacja   | M | W | R | P | Br+ | Br- | Pkt. |
| - | --------------- | - | - | - | - | --- | --- | ---- |
| 1 | Jugosławia U-21 | 4 | 2 | 2 | 0 | 4   | 2   | 6    |
| 2 | Hiszpania U-21  | 4 | 1 | 2 | 1 | 4   | 2   | 4    |
| 3 | Cypr U-21       | 4 | 0 | 2 | 2 | 1   | 5   | 2    |

| Wyniki meczów        | Wyniki meczów   | Wyniki meczów | Wyniki meczów   | Wyniki meczów                     | Wyniki meczów |
| Data                 | Gospodarze      | Wynik         | Goście          | Stadion                           |               |
| -------------------- | --------------- | ------------- | --------------- | --------------------------------- | ------------- |
| 4 października 1978  | Hiszpania U-21  | 0–1           | Jugosławia U-21 | Estadio José Zorrilla, Valladolid |               |
| 10 grudnia 1978      | Cypr U-21       | 0–0           | Hiszpania U-21  | Stadion Makario, Nikozja          |               |
| 1 kwietnia 1979      | Jugosławia U-21 | 1–0           | Cypr U-21       | Stadion Mladost, Kruševac         |               |
| 10 października 1979 | Jugosławia U-21 | 1–1           | Hiszpania U-21  | Stadion im. Goce Dełczewa, Prilep |               |
| 11 listopada 1979    | Cypr U-21       | 1–1           | Jugosławia U-21 | Stadion GSP, Nikozja              |               |
| 9 grudnia 1979       | Hiszpania U-21  | 3–0           | Cypr U-21       | Estadio Ciudad, Puertollano       |               |

### Grupa 4
| # | Reprezentacja | M | W | R | P | Br+ | Br- | Pkt. |
| - | ------------- | - | - | - | - | --- | --- | ---- |
| 1 | NRD U-21      | 4 | 2 | 2 | 0 | 8   | 3   | 6    |
| 2 | Polska U-21   | 4 | 2 | 1 | 1 | 7   | 8   | 5    |
| 3 | Holandia U-21 | 4 | 0 | 1 | 3 | 4   | 8   | 1    |

| Wyniki meczów        | Wyniki meczów | Wyniki meczów | Wyniki meczów | Wyniki meczów                                | Wyniki meczów |
| Data                 | Gospodarze    | Wynik         | Goście        | Stadion                                      |               |
| -------------------- | ------------- | ------------- | ------------- | -------------------------------------------- | ------------- |
| 14 listopada 1978    | NRD U-21      | 2–0           | Holandia U-21 | Ostseestadion, Rostock                       |               |
| 16 kwietnia 1979     | Polska U-21   | 0–0           | NRD U-21      | Stadion XXXV-lecia PRL, Piotrków Trybunalski |               |
| 1 maja 1979          | Holandia U-21 | 2–3           | Polska U-21   | Oosterenkstadion, Zwolle                     |               |
| 25 września 1979     | NRD U-21      | 4–1           | Polska U-21   | Kurt-Wabbel-Stadion, Halle                   |               |
| 16 października 1979 | Polska U-21   | 2–1           | Holandia U-21 | Stadion Miejski, Elbląg                      |               |
| 20 listopada 1979    | Holandia U-21 | 1–1           | NRD U-21      | Stadion Galgenwaard, Utrecht                 |               |

### Grupa 5
| # | Reprezentacja       | M | W | R | P | Br+ | Br- | Pkt. |
| - | ------------------- | - | - | - | - | --- | --- | ---- |
| 1 | Czechosłowacja U-21 | 4 | 3 | 0 | 1 | 3   | 1   | 6    |
| 2 | Francja U-21        | 4 | 2 | 1 | 1 | 3   | 2   | 5    |
| 3 | Szwecja U-21        | 4 | 0 | 1 | 3 | 1   | 4   | 1    |

| Wyniki meczów       | Wyniki meczów       | Wyniki meczów | Wyniki meczów       | Wyniki meczów                                  | Wyniki meczów |
| Data                | Gospodarze          | Wynik         | Goście              | Stadion                                        |               |
| ------------------- | ------------------- | ------------- | ------------------- | ---------------------------------------------- | ------------- |
| 31 sierpnia 1978    | Francja U-21        | 2–1           | Szwecja U-21        | Stade Jacques Rimbault, Bourges                |               |
| 3 października 1978 | Szwecja U-21        | 0–1           | Czechosłowacja U-21 | Domnarvsvallen, Borlänge                       |               |
| 3 kwietnia 1979     | Czechosłowacja U-21 | 1–0           | Francja U-21        | Stadion Za Místním nádražím, Prościejów        |               |
| 4 września 1979     | Szwecja U-21        | 0–0           | Francja U-21        | Studenternas, Uppsala                          |               |
| 9 października 1979 | Czechosłowacja U-21 | 1–0           | Szwecja U-21        | Stadion Střelecký ostrov, Czeskie Budziejowice |               |
| 16 listopada 1979   | Francja U-21        | 1–0           | Czechosłowacja U-21 | Stade Saint-Symphorien, Metz                   |               |

### Grupa 6
| # | Reprezentacja  | M | W | R | P | Br+ | Br- | Pkt. |
| - | -------------- | - | - | - | - | --- | --- | ---- |
| 1 | ZSRR U-21      | 4 | 3 | 1 | 0 | 8   | 2   | 7    |
| 2 | Grecja U-21    | 4 | 2 | 0 | 2 | 5   | 6   | 4    |
| 3 | Finlandia U-21 | 4 | 0 | 1 | 3 | 2   | 7   | 1    |

| Wyniki meczów        | Wyniki meczów  | Wyniki meczów | Wyniki meczów  | Wyniki meczów                               | Wyniki meczów |
| Data                 | Gospodarze     | Wynik         | Goście         | Stadion                                     |               |
| -------------------- | -------------- | ------------- | -------------- | ------------------------------------------- | ------------- |
| 24 maja 1978         | Finlandia U-21 | 2–1           | Grecja U-21    | Väinölänniemen stadion, Kuopio              |               |
| 20 września 1978     | Grecja U-21    | 0–3           | ZSRR U-21      | Stadion im. Kleantisa Wikielidisa, Saloniki |               |
| 11 października 1978 | Grecja U-21    | 3–1           | Finlandia U-21 | Trikala Stadion, Trikala                    |               |
| 4 lipca 1979         | Finlandia U-21 | 0–2           | ZSRR U-21      | Lukkarilan Stadion, Lapua                   |               |
| 12 września 1979     | ZSRR U-21      | 2–1           | Grecja U-21    | Centralny Stadion CzMP, Odessa              |               |
| 31 października 1979 | ZSRR U-21      | 1–1           | Finlandia U-21 | Stadion Łokomotyw, Symferopol               |               |

### Grupa 7
| # | Reprezentacja | M | W | R | P | Br+ | Br- | Pkt. |
| - | ------------- | - | - | - | - | --- | --- | ---- |
| 1 | Węgry U-21    | 4 | 3 | 0 | 1 | 9   | 4   | 6    |
| 2 | Rumunia U-21  | 4 | 2 | 0 | 2 | 7   | 3   | 4    |
| 3 | Turcja U-21   | 4 | 1 | 0 | 3 | 2   | 11  | 0    |

| Wyniki meczów        | Wyniki meczów | Wyniki meczów | Wyniki meczów | Wyniki meczów                       | Wyniki meczów |
| Data                 | Gospodarze    | Wynik         | Goście        | Stadion                             |               |
| -------------------- | ------------- | ------------- | ------------- | ----------------------------------- | ------------- |
| 11 października 1978 | Turcja U-21   | 0–3 (wo.)     | Węgry U-21    | Şehir Stadium, İnegöl               |               |
| 25 października 1978 | Węgry U-21    | 1–0           | Rumunia U-21  | VSE Stadion, Segedyn                |               |
| 15 listopada 1978    | Rumunia U-21  | 3–0 (wo.)     | Turcja U-21   | Stadion Miejski, Sybin              |               |
| 4 kwietnia 1979      | Turcja U-21   | 2–0           | Rumunia U-21  | Stadion im. Kâmila Ocaka, Gaziantep |               |
| 2 maja 1979          | Węgry U-21    | 5–0           | Turcja U-21   | ZTE, Zalaegerszeg                   |               |
| 17 października 1979 | Rumunia U-21  | 4–0           | Węgry U-21    | Stadionul Republicii, Bukareszt     |               |

### Grupa 8
| # | Reprezentacja   | M | W | R | P | Br+ | Br- | Pkt. |
| - | --------------- | - | - | - | - | --- | --- | ---- |
| 1 | Włochy U-21     | 4 | 3 | 1 | 0 | 5   | 0   | 7    |
| 2 | Szwajcaria U-21 | 4 | 2 | 1 | 1 | 8   | 2   | 5    |
| 3 | Luksemburg U-21 | 4 | 0 | 0 | 4 | 1   | 12  | 0    |

| Wyniki meczów        | Wyniki meczów   | Wyniki meczów | Wyniki meczów   | Wyniki meczów                           | Wyniki meczów |
| Data                 | Gospodarze      | Wynik         | Goście          | Stadion                                 |               |
| -------------------- | --------------- | ------------- | --------------- | --------------------------------------- | ------------- |
| 15 listopada 1978    | Luksemburg U-21 | 0–3           | Szwajcaria U-21 | Stade du Thillenberg, Differdange       |               |
| 29 marca 1979        | Szwajcaria U-21 | 0–0           | Włochy U-21     | Stadio Cornaredo, Lugano                |               |
| 13 października 1979 | Szwajcaria U-21 | 5–1           | Luksemburg U-21 | Stadion Breite, Szafuza                 |               |
| 17 października 1979 | Włochy U-21     | 1–0           | Szwajcaria U-21 | Stadio Mario Rigamonti, Brescia         |               |
| 14 listopada 1979    | Luksemburg U-21 | 0–3           | Włochy U-21     | Stade de la Frontière, Esch-sur-Alzette |               |
| 23 stycznia 1980     | Włochy U-21     | 1–0           | Luksemburg U-21 | Stadio Flaminio, Rzym                   |               |

### Zakwalifikowane drużyny
| Reprezentacja       | zakwalifikowała się jako | Poprzednie występy w turnieju |
| ------------------- | ------------------------ | ----------------------------- |
| Anglia U-21         | zwycięzca grupy 1        | 1 (1978)                      |
| Szkocja U-21        | zwycięzca grupy 2        | 0 (Debiut)                    |
| Jugosławia          | zwycięzca grupy 3        | 1 (1978)                      |
| NRD U-21            | zwycięzca grupy 4        | 1 (1978)                      |
| Czechosłowacja U-21 | zwycięzca grupy 5        | 1 (1978)                      |
| ZSRR U-21           | zwycięzca grupy 6        | 0 (Debiut)                    |
| Węgry U-21          | zwycięzca grupy 7        | 1 (1978)                      |
| Włochy U-21         | zwycięzca grupy 8        | 1 (1978)                      |

1 Czcionką pogrubioną został oznaczony rok, w którym zespół został mistrzem.

## Faza finałowa
|  |                     |                     |              |              |              |   |   |           |           |           |           |           |  |  |       |       |       |       |       |
|  | Ćwierćfinały        | Ćwierćfinały        | Ćwierćfinały | Ćwierćfinały | Ćwierćfinały |   |   | Półfinały | Półfinały | Półfinały | Półfinały | Półfinały |  |  | Finał | Finał | Finał | Finał | Finał |
|  | Ćwierćfinały        | Ćwierćfinały        | Ćwierćfinały | Ćwierćfinały | Ćwierćfinały |   |   | Półfinały | Półfinały | Półfinały | Półfinały | Półfinały |  |  | Finał | Finał | Finał | Finał | Finał |
|  |                     |                     |              |              |              |   |   |           |           |           |           |           |  |  |       |       |       |       |       |
|  |                     |                     |              |              |              |   |   |           |           |           |           |           |  |  |       |       |       |       |       |
|  | ZSRR U-21           | ZSRR U-21           | 3            | 0            | 3            |   |   |           |           |           |           |           |  |  |       |       |       |       |       |
|  | ZSRR U-21           | ZSRR U-21           | 3            | 0            | 3            |   |   |           |           |           |           |           |  |  |       |       |       |       |       |
|  | Włochy U-21         | Włochy U-21         | 1            | 0            | 1            |   |   |           |           |           |           |           |  |  |       |       |       |       |       |
|  | Włochy U-21         | Włochy U-21         | 1            | 0            | 1            |   |   | ZSRR U-21 | ZSRR U-21 | 3         | 1         | 4         |  |  |       |       |       |       |       |
|  |                     |                     |              |              |              |   |   | ZSRR U-21 | ZSRR U-21 | 3         | 1         | 4         |  |  |       |       |       |       |       |
|  |                     |                     | Jugosławia   | Jugosławia   | 0            | 0 | 0 |           |           |           |           |           |  |  |       |       |       |       |       |
|  | Czechosłowacja U-21 | Czechosłowacja U-21 | Jugosławia   | Jugosławia   | 0            | 0 | 0 | 1         | 1         | 2         |           |           |  |  |       |       |       |       |       |
|  | Czechosłowacja U-21 | Czechosłowacja U-21 |              |              |              |   |   |           |           | 2         |           |           |  |  |       |       |       |       |       |
|  | Jugosławia          | Jugosławia          | 1            | 2            | 3            |   |   |           |           |           |           |           |  |  |       |       |       |       |       |
|  | Jugosławia          | Jugosławia          | 1            | 2            | 3            |   |   | ZSRR U-21 | ZSRR U-21 | 0         | 1         | 1         |  |  |       |       |       |       |       |
|  |                     |                     |              |              |              |   |   |           |           |           |           |           |  |  |       |       |       |       |       |
|  |                     |                     | NRD U-21     | NRD U-21     | 0            | 0 | 0 |           |           |           |           |           |  |  |       |       |       |       |       |
|  | Węgry U-21          | Węgry U-21          | NRD U-21     | NRD U-21     | 0            | 0 | 0 | 2         | 0         | 2         |           |           |  |  |       |       |       |       |       |
|  | Węgry U-21          | Węgry U-21          |              |              |              |   |   |           |           | 2         |           |           |  |  |       |       |       |       |       |
|  | NRD U-21            | NRD U-21            | 0            | 3            | 3            |   |   |           |           |           |           |           |  |  |       |       |       |       |       |
|  | NRD U-21            | NRD U-21            | 0            | 3            | 3            |   |   | NRD U-21  | NRD U-21  | 2         | 1         | 3         |  |  |       |       |       |       |       |
|  |                     |                     |              |              |              |   |   | NRD U-21  | NRD U-21  | 2         | 1         | 3         |  |  |       |       |       |       |       |
|  |                     |                     | Anglia U-21  | Anglia U-21  | 1            | 2 | 2 |           |           |           |           |           |  |  |       |       |       |       |       |
|  | Anglia U-21         | Anglia U-21         | Anglia U-21  | Anglia U-21  | 1            | 2 | 2 | 2         | 0         | 2         |           |           |  |  |       |       |       |       |       |
|  | Anglia U-21         | Anglia U-21         |              |              |              |   |   |           |           | 2         |           |           |  |  |       |       |       |       |       |
|  | Szkocja U-21        | Szkocja U-21        | 1            | 0            | 1            |   |   |           |           |           |           |           |  |  |       |       |       |       |       |
|  | Szkocja U-21        | Szkocja U-21        | 1            | 0            | 1            |   |   |           |           |           |           |           |  |  |       |       |       |       |       |

### Ćwierćfinały
Mecze odbyły się w dniach 12 lutego, 26 marca i 2 kwietnia, rewanże 4 marca, 4 i 9 kwietnia 1980 r.
| Drużyna 1           | Wynik dwumeczu | Drużyna 2    | Pierwszy mecz | Drugi mecz |
| ------------------- | -------------- | ------------ | ------------- | ---------- |
| Anglia U-21         | 2–1            | Szkocja U-21 | 2–1           | 0–0        |
| Węgry U-21          | 2–3            | NRD U-21     | 2–0           | 0–3        |
| ZSRR U-21           | 3–1            | Włochy U-21  | 3–1           | 0–0        |
| Czechosłowacja U-21 | 2–3            | Jugosławia   | 1–1           | 1–2        |

### Półfinały
Mecze odbyły się w dniach 16 i 26 kwietnia, rewanże 23 i 30 kwietnia 1980 r.
| Drużyna 1   | Wynik dwumeczu | Drużyna 2  | Pierwszy mecz | Drugi mecz |
| ----------- | -------------- | ---------- | ------------- | ---------- |
| Anglia U-21 | 1–3            | NRD U-21   | 1–2           | 0–1        |
| ZSRR U-21   | 4–0            | Jugosławia | 3–0           | 1–0        |

### Finały
Mecze odbyły się w dniach 7 i 21 maja 1980 r.
| Drużyna 1 | Wynik dwumeczu | Drużyna 2 | Pierwszy mecz | Drugi mecz |
| --------- | -------------- | --------- | ------------- | ---------- |
| NRD U-21  | 0–1            | ZSRR U-21 | 0–0           | 0–1        |

| 7 maja 1980 | NRD | 0:0Raport | ZSRR | Ostseestadion, Rostock Widzów: 15 000 Sędzia: Alain Delmer |
|             |     |           |      |                                                            |

| René Müller – Jürgen Uteß, Artur Ullrich, Thomas Dennstedt, Rainer Troppa – Ralf Sträßer, Lothar Kurbjuweit – Ronald Kreer (88' Dirk Stahmann), Bernd Schulz (62' Frank Pastor), Jürgen Raab, Thomas Töpfer. Trener: Walter Fritzsch | Wiktor Czanow – Serhij Bałtacza, Wiktor Kapłun, Serhij Żurawlow, Anatolij Demjanenko – Aszot Chaczatrian, Jurij Susłoparow – Witali Daraselia, Andrij Bal, Aleksandr Chapsalis (75' Walerij Pietrakow), Ramaz Szengelia (87' Aleksiej Prudnikow). Trener: Walentin Nikołajew |

| 21 maja 1980 | ZSRR · Susłoparow 51' | 1:0(0:0)Raport | NRD | Stadion Dynamo, Moskwa Widzów: 10 000 Sędzia: Horst Brummeier |
|              |                       |                |     |                                                               |

| Walerij Nowikow – Serhij Bałtacza, Wiktor Kapłun, Serhij Żurawlow, Anatolij Demjanenko – Jarosław Dumanski, Jurij Susłoparow – Andrij Bal, Witali Daraselia, Ramaz Szengelia, Walerij Gazzajew (88' Aleksandr Chapsalis). Trener: Walentin Nikołajew | René Müller – Jürgen Uteß, Artur Ullrich, Thomas Dennstedt, Rainer Troppa – Ralf Sträßer, Lothar Kurbjuweit – Ronald Kreer, Hans-Jürgen Riediger, Jürgen Raab, Thomas Töpfer. Trener: Walter Fritzsch |

## Najlepszy piłkarz
- Anatolij Demjanenko[1]

## Najlepsi strzelcy
3 gole
- Ramaz Szengelia

2 gole
- Ralf Sträßer
- Jurij Susłoparow

## Mistrzowie
Złote medale mistrzów otrzymali: Wiktor Czanow, Walerij Nowikow, Aleksiej Prudnikow – Jurij Adżem, Serhij Bałtacza, Aszot Chaczatrian, Aleksandr Chapsalis, Anatolij Demjanenko, Alaksandr Hołownia, Wiktor Kapłun, Wiktor Łosiew, Serhij Żurawlow – Andrij Bal, Witali Daraselia, Jarosław Dumanski, Babken Melikian, Vladimirs Nikonovs, İqor Ponomaryov, Anatolij Radenko, Jurij Susłoparow – Ramaz Szengelia, Walerij Gazzajew, Ihar Hurynowicz, Walerij Pietrakow. Trener: Walentin Nikołajew.